# Scandali al mare

Scandali al mare est un film italien réalisé par Marino Girolami, sorti en 1961.

## Synopsis
Riccardo, un hôtelier  imperturbable et professionnel voit passer des personnages hétéroclites, un playboy, un comptable malhonnête accompagné de sa maîtresse, un gangster américain, une femme aristocratique, un couple américain et une servante confuse. Chaque personnages a son histoire et des secrets plus ou moins avouables, les relations se font ou se défont au gré des intrigues.

## Fiche technique
- Titre :Scandali al mare
- Réalisation : Marino Girolami
- Sujet :Tito Carpi, Fabio Dipas, Carlo Moscovini
- Scénario : Tito Carpi, Fabio Dipas, Carlo Moscovini
- Producteur : Marino Girolami
- Producteur exécutif :Giacomo Farzano, Ignazio Luceri
- Maison de production : M. G. Cinematografica
- Distribution en Italie : Euro International Film
- Photographie : Mario Fioretti
- Montage : Antonietta Zita
- Musique : Carlo Savina
- Décor : Saverio D'Eugenio
- Costumes : Adele Tosi, Giulietta Deriu
- Maquillage : Nadia Benni
- Données techniques : Eastmancolor
- Genre : Comédie
- Durée : 100 min
- Langue originale : Italien
- Pays de production : Italie
- Année : 1961

## Distribution
- Raimondo Vianello: Riccardo
- Valeria Fabrizi: Lolita
- Alberto Bonucci: Dante Peruzzi
- Ave Ninchi: Olga Cappelli
- Riccardo Billi: Peter Cappelli
- Mario Carotenuto: Joe Pannocchia
- Carlo Delle Piane: Paolo
- Sandra Mondaini: Alba
- Gina Mascetti: Clarabella
- Bice Valori: Beatrice Garfanò
- Carlo Dapporto: Baron Salvatore De Lollis
- Gloria Milland: Nicoletta
- Luigi Pavese: Salvatore Pecchia
- Gino Bramieri: Ignazio Rossetti
- Lia Zoppelli:  comtesse Anna Degli Annesi
- Paola Quattrini: Mariolina Pecchia
- Fiorella Ferrero: Laura
- Dori Dorika: Eleonora De Lollis
- Anita Todesco: Nora
- Vinicio Sofia: directeur d'hôtel
- Mario De Simone: garde du corps
- Euro Bulfoni: Filippo
- Alfredo Censi: fils de la comtesse
- Attilio Martella: Vittorio
- Dante Biagioni: Claudio
- Carlo Fanelli: Guido
- Ciccio Barbi: cuoco